# Банъкбърн
Банъкбъ̀рн (на английски: Bannockburn, звукови файлове за произношението  и ) е град в централна Шотландия, област Стърлинг. Името му идва от потока Банък (бърн: шотл. „поток“), който се влива в река Форт. Заради своето индустриално разрастване с времето Банъкбърн става граница на близко разположения град Стърлинг и впоследствие част от него. Население 7352 от преброяването през 2001 г.

## История
Като селото става известно с провелата се тук 1314 г. битка при Банъкбърн. Тя е една от най-решаващите битки в шотландските освободителни войни. При нея шотландските войски, под водачеството на Робърт Брус побеждават англичаните, ръководни от Едуард II. На мястото на бойното поле, в южната част на Стърлинг, е поставен паметник, който напомня за събитията. Последствията за Англия са както външно, така и вътрешно политически крах. Впоследствие Шотландия е призната за независима държава.